# 中山陵哭陵事件
中山陵哭陵事件是1947年3月19日，四百多名中华民国国军的軍官在南京中山陵參加的哭陵仪式。丁德隆主祭，张际鹏陪祭，陸軍中將黃鶴擔任指揮，並朗讀檄文，要求政府救濟貧困軍官。當天是孙中山就任中華民國非常大总统的纪念日。

## 原因
第二次世界大戰結束後，蒋介石對軍隊整編，一部分部隊編制被撤銷，無法繼續帶兵的軍官被安置到农林、交通、邮电和警界，部分軍官沒有妥善安置，陷入貧窮，1947年2月学员中的陈天民少将因贫困交加自殺，妻子和5个幼儿生活无着，后事无人料理，遺體在家停放了4天，学员们凑钱买了一副薄棺下葬。於是有人提議集體去中山陵哭陵表達不滿。